# カオスコントロール
『カオスコントロール』は、1995年にオランダのフィリップスから発売されたCD-iおよびPC/AT互換機用3Dシューティングゲーム。
太陽系を襲撃した異星人ケシュラーンから地球を守る事が目的。背景にはムービー使用され、敵に照準を合わせて射撃する事のみが可能であり、敵攻撃の回避は存在しない。開発はフランスのインフォグラムが行い、ゲーム・デザインはメガドライブ用ソフト『ファンタジア ミッキーマウス・マジック』（1991年）を手掛けたブルーノ・ボンネル、音楽はPC/AT互換機用ソフト『アローン・イン・ザ・ダーク2』（1993年）を手掛けたティエリー・ルイ・キャロンが担当している。
1995年にセガサターン、1996年にPlayStationに移植されヴァージンインタラクティブエンターテインメントから発売された。また1996年にはMacintoshに移植された他にセガサターン用ソフトとしてマイナーチェンジ版となる『カオスコントロールリミックス』が発売された。2018年にはDOS版がWindows用ソフトとしてSteamにて配信された。

## ゲーム内容
説明書には「飛行コースはあらかじめ設定されているので、面倒な自機の操作は必要ありません。シューティングシーンでは、敵の動きだけに集中して、ひたすら撃ちまくる快感に浸ることができるのです」とある。しかし裏を返せば仕様として敵の攻撃を避けることができないことを意味しており、敵の攻撃を無効化するべく撃墜しようにも敵の動きに照準が追い付かないこともままある。とはいえ難易度は決して高くなく、スタートからクリアまで1時間程度が目安となる。ステージの間のムービーが2秒で終わる、そうしたムービーの一部がデモ画面で見られるといった点も特筆される。

## ストーリー
宇宙船が携えた、まだ見ぬ宇宙の同胞へのメッセージ。メッセージは友ではなく、敵を呼び込んでしまった。異星人ケシュラーンは宇宙船のデータをもとに太陽系を襲撃。このままでは地球が危ない！地球人と異星人、異種族同士の決戦の幕はいま切って落とされた。

## 登場人物
ジェシカ・ダークヒル
- 声 - 岡村明美

ヨーコ・ナカムラ大佐
- 声 - 定岡小百合

ハンク・マクブライド
- 声 - 坂東尚樹

ダークヒル司令官
- 声 - 北村弘一

カラノフ少佐
- 声 - 種田文子

モーガン・ケイン
- 声 - 納谷六朗

ジョン・C・ブラックバーン将軍
- 声 - 伊井篤史

アンドリュー・ジェンキンス司令官
- 声 - 大川透

## 移植版
| No. | タイトル           | 発売日                   | 対応機種     | 開発元         | 発売元                                      | メディア             | 型式                | 備考        |
| --- | ------------------ | ------------------------ | ------------ | -------------- | ------------------------------------------- | -------------------- | ------------------- | ----------- |
| 1   | カオスコントロール | 1995年12月29日 1996年9月 | セガサターン | インフォグラム | ヴァージン・インタラクティブ インフォグラム | CD-ROM               | T-7002G T-15102H-50 |             |
| 2   | カオスコントロール | 1996年10月4日            | PlayStation  | インフォグラム | ヴァージン・インタラクティブ                | CD-ROM               | SLPS-00168          |             |
| 3   | Chaos Control      | 1996年                   | Macintosh    | インフォグラム | インフォグラム                              | CD-ROM               | -                   |             |
| 4   | Chaos Control      | INT 2018年2月8日         | Windows      | インフォグラム | Classics Digital                            | ダウンロード (Steam) | -                   | DOS版の移植 |

## スタッフ
オリジナル版
- ゲーム・デザイン：ブルーノ・ボンネル、ジーン・クロード・ラルー
- インフォグラム：ブノワ・アリバート、アンネ＝セシール・ベニータ、ジョン・C・ブラックバーン、ハンク・マクブライド、ジュディス・バーネス、ファビアン・シュヴァリエ、パスカル・クラポンヌ、ジェシカ・ダークヒル、フランク・ドレヴォン、ジーン・マイケル・ファージュ、ジョジアーヌ・ジラード、ファブリス・ジロー、オリビエ・グーレイ、ウィリアム・ヘネボイス、アンドリュー・ジェンキンス、モーガン・ケイン、エリック・モテ、ヨーコ・ナカムラ、ドミニク・ペロネ、パスカル・ポルグエラ、ヤニック・テュルベ
- フィリップス・メディア：デヴィッド・マケルハットン、マイゲン・フレイリー、バートランド・ジベール、アルメル・ログマニアン、ジャン＝クロード・ロクル
- オリジナル音楽、効果音：ティエリー・ルイ・キャロン

セガサターン版
- プロデューサー：柏木章
- エグゼクティブ・プロデューサー：林繁和、野中市郎、井戸川享史

## 評価
| 機種 | キャラクタ | 音楽 | お買得度 | 操作性 | 熱中度 | オリジナリティ | 総合 |
| SS版 | 2.4        | 2.8  | 3.1      | 2.8    | 2.6    | 2.6            | 16.2 |

ゲーム誌『ファミ通』の「クロスレビュー」ではセガサターン版が5・6・7・4の合計22点（満40点）と標準的な評価となったが、PlayStation版が合計18点（満40点）、セガサターン版『カオスコントロールリミックス』が合計17点（満40点）とどちらも低評価となった。
徳間書店のゲーム誌における読者投票による「ゲーム通信簿」での評価は右記の通り、セガサターン版は『SATURN FAN』において合計16.2点（満30点）と低評価となった。

## 関連作品
- 『カオスコントロールリミックス』（1996年） - 11月22日発売。本作のマイナーチェンジ版であり、高解像モードが追加され画面が鮮明になった他、バーチャガンへの対応や2人同時プレイが可能となった。
- 『Solar Crusade（英語版）』（1996年） - 本作の続編。
- 『Gold Games 2』（1997年） - 本作の続編。